# Juliette Gréco
Juliette Gréco (ur. 7 lutego 1927 w Montpellier, zm. 23 września 2020 w Ramatuelle) – francuska piosenkarka i aktorka.
Podczas II wojny światowej wraz ze swoimi rodzicami działała we francuskim ruchu oporu (Résistance). Po wojnie zamieszkała w Paryżu, gdzie szybko zaczęła odnosić sukcesy artystyczne jako piosemkarka. Kompozytorami jej utworów byli m.in. znany jazzman Miles Davis i Joseph Kosma. Teksty do muzyki pisali zaś: poeta Jean Cocteau i Jean Paul Sartre. Współpraca z tymi artystami zaowocowała wieloma przebojami, które uzyskały światowy rozgłos.

## Życiorys
Urodziła się 7 lutego 1927 w Montpellier w południowej Francji. Jej ojciec pochodził z Korsyki, matka była działaczką francuskiego ruchu oporu (Résistance). Na edukację oraz formację ideową młodej Julietty mieli ogromny wpływ jej rodzice i ich zaangażowanie polityczne. Szczególny wpływ miała jej matka. Dorastająca Julietta, idąc za jej przykładem, również przyłączyła się do ruchu oporu. Została w związku z tym nawet aresztowana, ale uniknęła deportacji z powodu młodego wieku. Według niektórych biografów, Juliette Gréco była przez 210 dni więźniem obozu koncentracyjnego Ravensbrück. W 1946 roku przeniosła się do Paryża.
Szybko dostrzeżono w stolicy jej talent wokalny i stała się tam jedną z gwiazd powojennej Francji. Jej repertuar pieśniarski oddawał przekonująco ferment nowego kierunku filozoficznego – egzystencjalizmu oraz frustracje francuskich intelektualistów, które były następstwem przeżyć po II wojnie światowej. Tym refleksjom towarzyszył również wygląd sceniczny artystki; czarna suknia i długie czarne rozpuszczone włosy.
Gréco była częstą bywalczynią kawiarnii w paryskiej dzielnicy Saint-Germain-des-Prés, w których obracała się polityczna i filozoficzna bohema. Tam spotkała się z Milesem Davisem i Jeanem Cocteau. Ten ostatni zaproponował młodej artystce niewielką rolę we francuskim filmie „Orfeusz” (1950). Od amerykańskiego producenta i reżysera Darryla F. Zanucka otrzymała propozycję zagrania w filmach hollywoodzkich. W 1965 występowała w głównej roli we francuskim  miniserialu Belfegor, czyli upiór Luwru.
W 2016 przeszła udar mózgu. Zmarła 23 września 2020, w miejscowości Ramatuelle, w wieku 93 lat. Jej pogrzeb odbył się 5 października 2020 w Paryżu. Wziął w nim udział m.in. były prezydent François Hollande i ówczesna pierwsza dama Brigitte Macron. Została pochowana u boku swojego ostatniego męża na cmentarzu Montparnasse.

## Życie prywatne
Była trzykrotnie zamężna. Pierwszym mężem (1953–1956) był aktor Philippe Lemaire, z którym miała córkę Laurence-Marie Lemaire (zm. 2016). Jej drugim mężem (w latach 1966–1977) był francuski aktor Michel Piccoli. W 1988 poślubiła pianistę Gérarda Jouannesta (1933–2018), z którym była zamężna aż do jego śmierci.

## Piosenki

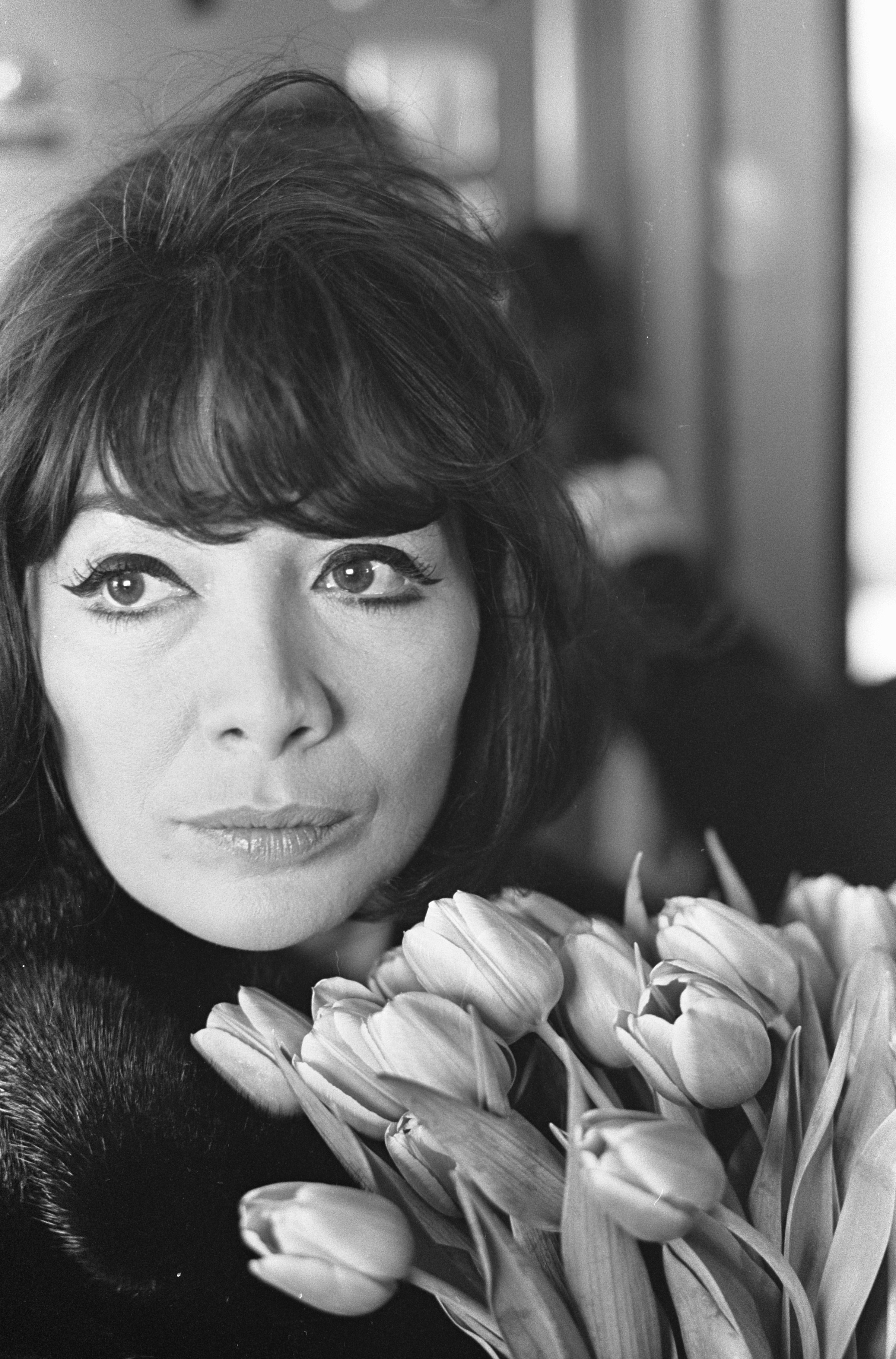
Juliette Gréco (1966)

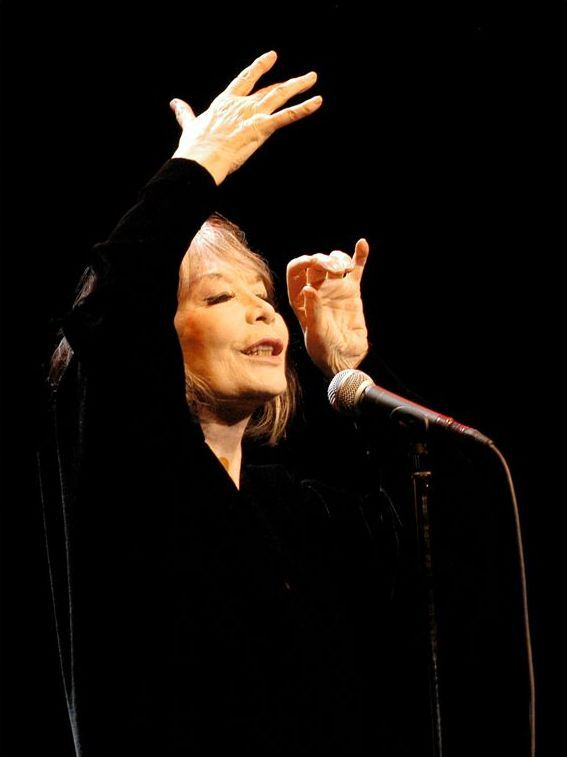
Juliette Gréco (2006)

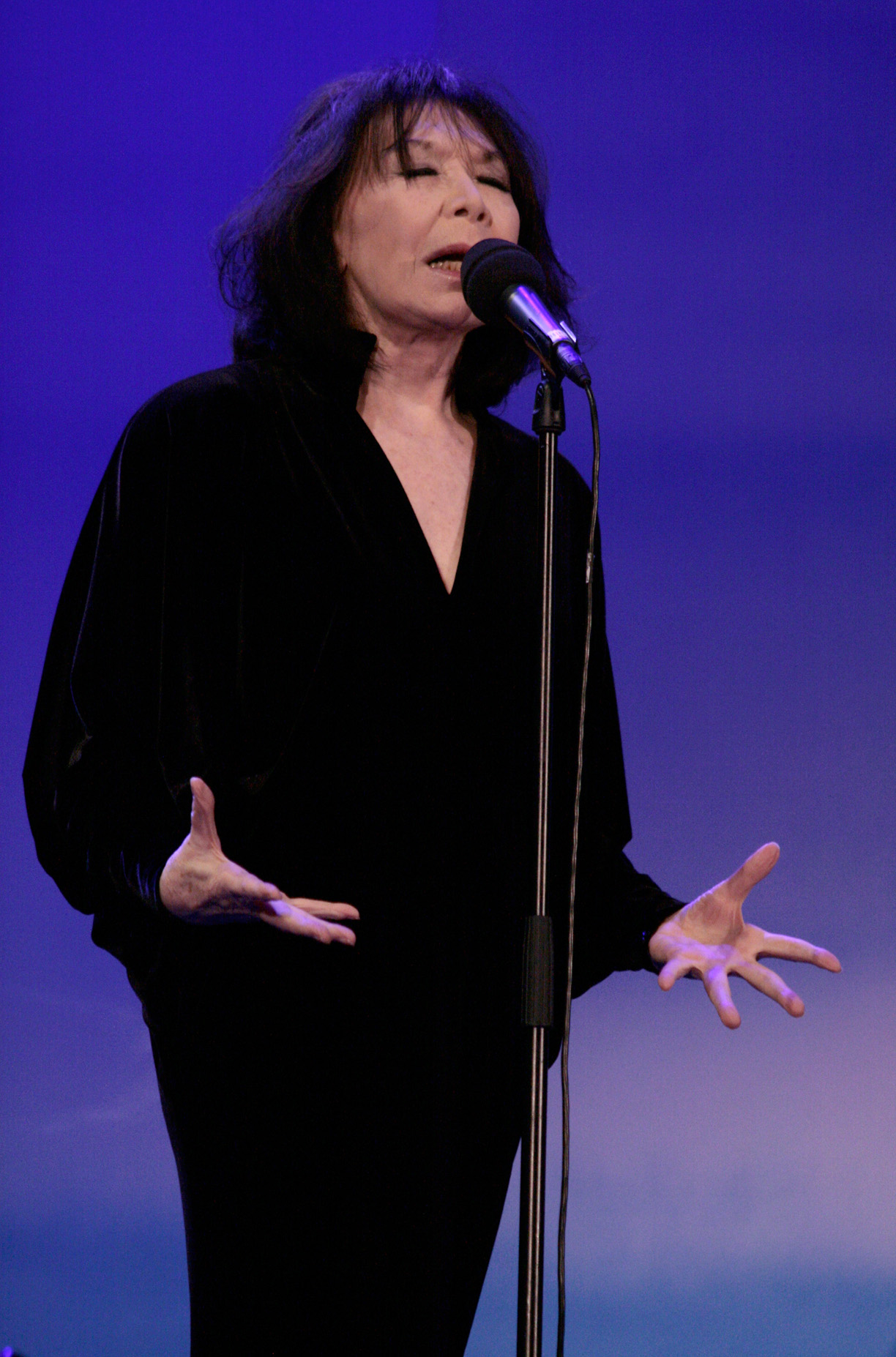
Juliette Gréco – koncert w Wiedniu (2009)

- Si tu t’imagines (1950)
- Parlez-moi d’amour
- Paris Canaille (1962)
- Accordéon (1962)
- À la belle étoile
- Ça va (Le Diable)
- C'est à aimer que le temps passe
- Chanson pour l’Auvergnat (1955)
- Coin de rue (1954)
- Daphénéo
- Déshabillez-moi (1967)
- Dieu est Nègre
- Embrasse-moi
- Je Hais les Dimanches (1951)
- Je suis comme je suis (1951)
- La Chanson de Barbara
- La Chanson de Margaret
- La Fiancée du Pirate
- La Fourmi
- La Rue
- Les Cloches (& La Tzigane)
- Les Croix
- Les Dames de la poste
- Les Enfants qui s'aiment
- Les Feuilles mortes
- L'Éternel féminin
- L'Ombre
- Romance
- Sir Jack l'eventreur
- Sous le ciel de Paris

## Dyskografia
- 1964: Gréco chante Mac Orlan (Neuauflage 2001 Mercury/Universal)
- 1965: Juliette Grèco à la Philharmonie der Berlin (LP: Philips)
- 1966: Juliette Grèco in Deutschland (LP: Philips)
- 1967: La Femme (Réédition 1998 Mercury/Universal)
- 1990: Je suis comme je suis (Doppel-CD, Neuauflage 2002 Mercury/Universal)
- 1991:
  - Juliette Gréco chante Maurice Fanon (Neuauflage 2002 Mercury/Universal)
  - Déshabillez-moi (Doppel-CD, Neuauflage 2003 Mercury/Universal)
- 1992: Juliette Gréco à l’Olympia (Doppel-CD, Neuauflage 2004 Mercury/Universal)
- 1993: Vivre dans l’avenir (Réédition 2002 Universal)
- 1998: Un jour d’été et quelques nuits (Disques Meys)
- 1999: Juliette Gréco Odéon 1999 (Doppel-CD, Disques Meys)
- 2003:
  - Aimez-vous les uns les autres ou bien disparaissez … (Polydor/Universal)
  - L’Éternel féminin – Gesamtaufnahme in 21 CD (Mercury/Universal)
- 2004:
  - Juliette Gréco Olympia 1955 – Olympia 1966 (Mercury/Universal)
  - Juliette Gréco Olympia 2004 (Doppel-CD, Polydor/Universal)
- 2006: Le Temps d’une chanson (Polydor/Universal).

## Filmografia
- Helena i mężczyźni (Eléna et les hommes, 1956)
- Witaj, smutku (1958) jako ona sama
- Belfegor, czyli upiór Luwru (Belphégor ou le Fantôme du Louvre, 1965), miniserial TV, reż, Claude Barma (rola główna)[8][9]
- Chata wuja Toma (1965) jako Dinah
- Noc generałów (ang. The Night of the Generals) – film wojenny produkcji francuskiej w reżyserii Anatole’a Litvaka z 1967 roku
- Belfegor – upiór Luwru, (2001) (Belphégor, le fantôme du Louvre, 2000) (rola epizodyczna – postać starej kobiety na cmentarzu)[10]

## Książki
- Jujube (Éditions Stock, 1982, 1994)
- Saint-Germain-des-Prés (fotografie: Yann Aubry; Éditions Michel Lafon, 2006; ISBN 2-7499-0534-6)
- Je suis faite comme ça (Éditions Flammarion, 2012; ISBN 978-2-08-125489-3)
- Juliette Gréco raconte de Saint-Germain-des-Prés à Saint-Tropez (fotografie: Georges Dudognon, Éditions Flammarion, 2013; ISBN 978-2-08-129574-2)